# Jennifer Plass

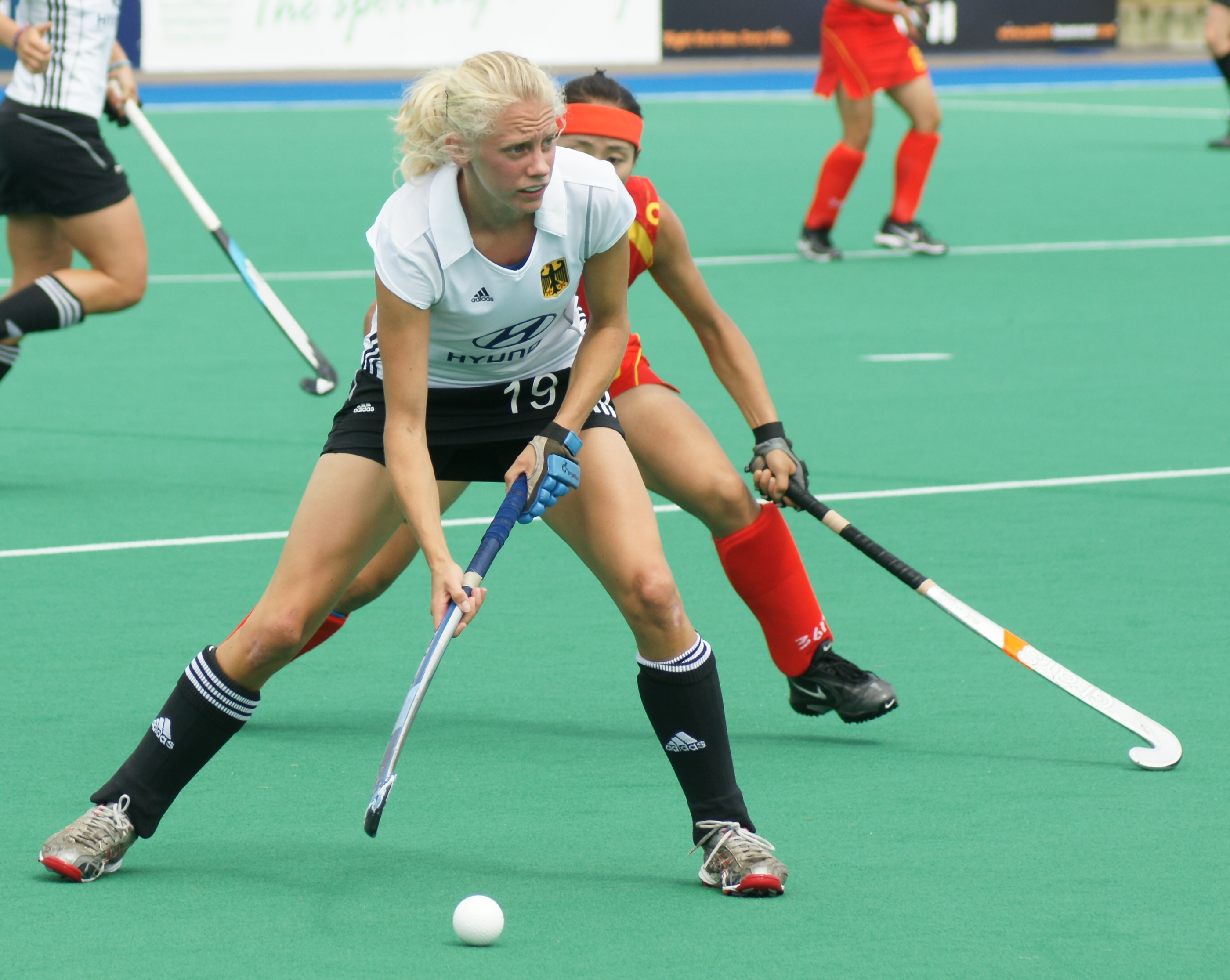
Jennifer Plass

Jennifer Plass (* 10. Juli 1985 in Hannover) ist eine ehemalige deutsche Hockeyspielerin.
Plass war seit 2001 in Jugendmannschaften für den Deutschen Hockey-Bund aktiv. 2002 gewann sie mit der deutschen Mannschaft bei der U18-Europameisterschaft, 2003 gewann sie Silber. Bei der U21-Europameisterschaft 2004 gewann sie ebenfalls eine Silbermedaille, wie auch 2005 bei der Juniorenweltmeisterschaft. 2006 gehörte sie dann zum siegreichen Team bei der U21-Europameisterschaft. Zuvor hatte sie bereits am 20. Januar 2006 bei der Hallenhockey-Europameisterschaft ihr Debüt in der deutschen Hockeynationalmannschaft gegeben und wurde in ihrem ersten Turnier in der Erwachsenenklasse gleich Halleneuropameisterin. Im Jahr darauf belegte sie den dritten Platz bei der Hallenhockey-Weltmeisterschaft 2007 in Wien, im August 2007 gewann sie den Titel bei der Feldhockey-Europameisterschaft in Manchester. In den folgenden Jahren war die Stürmerin nicht bei jedem Turnier dabei, sie gehörte aber bei den Europameisterschaften 2009 und 2011 jeweils zur Mannschaft, die die Silbermedaille gewann. Bei den Olympischen Spielen 2012 in London belegte sie mit dem deutschen Team den siebten Platz.
Jennifer Plass hat bis 2013 129 Länderspiele absolviert, davon elf in der Halle.
Sie begann beim Uhlenhorster HC, wechselte aber später zu Junior Barcelona. In der Saison 2011/12 trat sie wieder für ihre alte Hamburger Mannschaft an, nachdem der Bundestrainer Michael Behrmann alle Kandidatinnen für die Olympiamannschaft in der obersten deutschen oder niederländischen Spielklasse sehen wollte. Plass ist Tourismus-Fachkraft.